# Marc-Konstantin Steifensand
Marc-Konstantin Steifensand (Wuppertal, 14 de mayo de 1966) es un deportista alemán que compitió en esgrima, especialista en la modalidad de espada.
Ganó dos medallas de plata en el Campeonato Mundial de Esgrima, en los años 1997 y 1999, y una medalla de bronce en el Campeonato Europeo de Esgrima de 1999. Participó en los Juegos Olímpicos de Sídney 2000, ocupando el quinto lugar en la prueba por equipos.

## Palmarés internacional
| Campeonato Mundial | Campeonato Mundial          | Campeonato Mundial | Campeonato Mundial |
| Año                | Lugar                       | Medalla            | Prueba             |
| ------------------ | --------------------------- | ------------------ | ------------------ |
| 1997               | Ciudad del Cabo (Sudáfrica) | Medalla de plata   | Espada por equipos |
| 1999               | Seúl (Corea del Sur)        | Medalla de plata   | Espada por equipos |
| Campeonato Europeo |                             |                    |                    |
| Año                | Lugar                       | Medalla            | Prueba             |
| 1999               | Bolzano (Italia)            | Medalla de bronce  | Espada por equipos |